# Chiesa di Santa Maria della Consolazione (Roma)
La chiesa di Santa Maria della Consolazione al Foro Romano è un luogo di culto cattolico del centro storico di Roma, situato rione Campitelli nella piazza omonima, nei pressi del Foro Romano e ai piedi della rupe Tarpea; rientra nel territorio della parrocchia di Santa Maria in Portico in Campitelli ed è una rettoria affidata all'ordine dei frati minori cappuccini.

## Storia
A proposito delle origini di questa chiesa e del suo nome, così riferisce l'Armellini:
(Armellini, op. cit., pag. 536.)
La chiesa dunque, costruita nella seconda metà del XV secolo e dedicata il 3 novembre 1470, fu chiamata «della consolazione» per consolare i condannati a morte, le cui sentenze venivano eseguite fino al 1550 nella vicina Rupe Tarpea; venne adornata internamente con dipinti di Antoniazzo Romano e affiancata, nel 1475, da un ospedale affidato alla confraternita laicale di Santa Maria delle Grazie. Quest'ultima era composta da membri delle famiglie storiche del patriziato romano - Frangipane, Colonna, Boccamazza, Savelli, Santacroce, Mattei, che nel 1506 si fuse con quelle di Santa Maria della Consolazione e di Santa Maria in Portico. Essa non dipendeva da alcun ordine religioso - anzi stipendiava 20 sacerdoti per le messe quotidiane - ed era dedicata espressamente al soccorso (dotava zitelle, convitava poveri) e alla gestione dell'ospedale annesso. Vi aderirono nel tempo anche alcune corporazioni di mestiere (vignaroli, pecorai, pescivendoli e garzoni degli osti) ottenendo la concessione di alcune cappelle e l'accesso all'ospedale.
La chiesa originaria venne ricostruita tra il 1585 e il 1600 su progetto di Martino Longhi il vecchio, il quale nella nuova struttura inglobò alcuni brani di quella originaria; tuttavia la parte superiore della facciata venne terminata solo nel 1827 ad opera dell'architetto Pasquale Belli. Nel 1897 la confraternita cessò la sua opera esistenziale e il complesso, in parte demolito durante gli scavi del Foro Romano, venne affidato nel 1948 all'ordine dei frati minori cappuccini.

## Descrizione

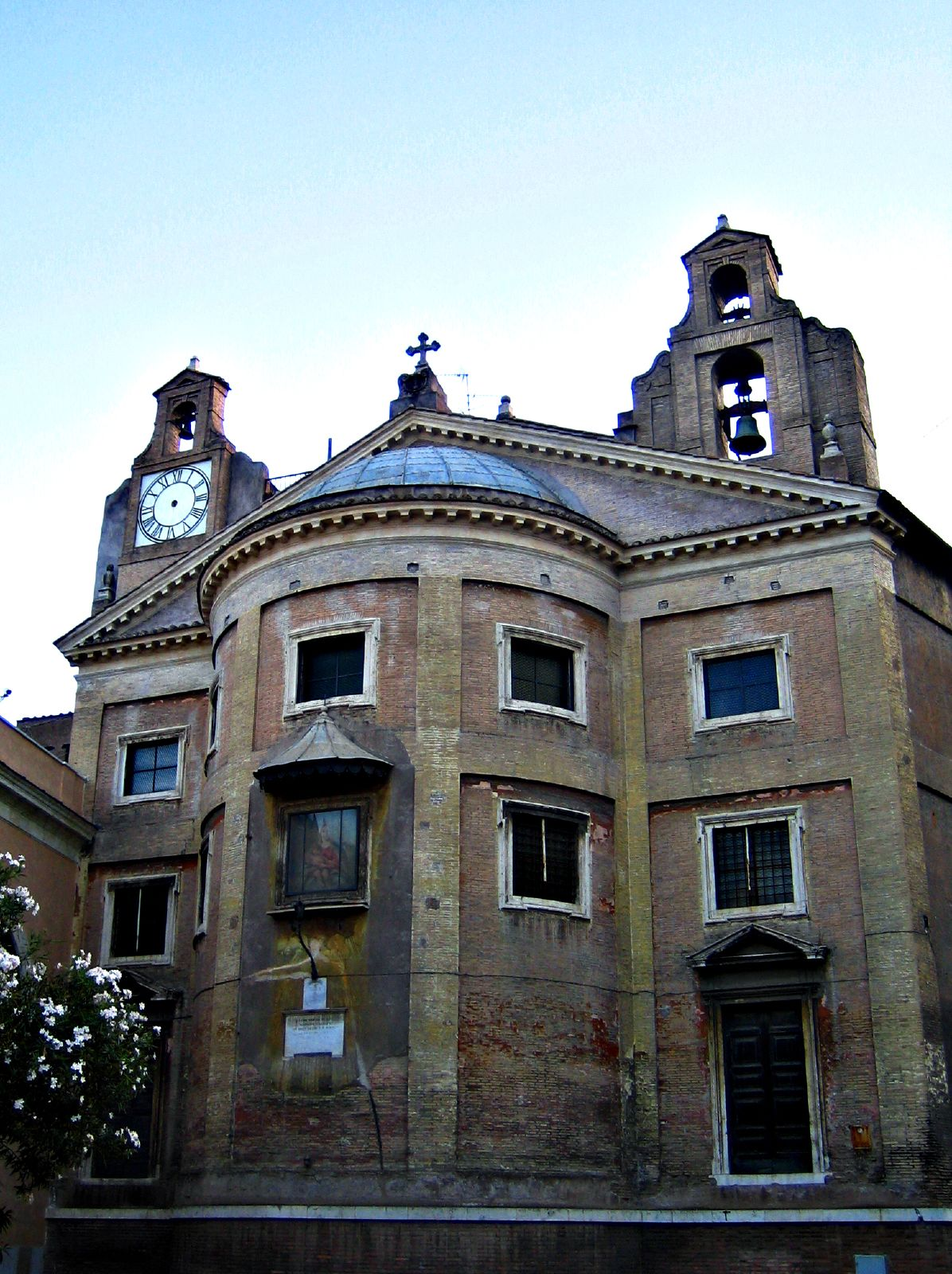
Abside e campanili

La facciata è preceduta dall'ampia scalinata, realizzata nel 1943 in seguito all'abbassamento del livello della piazza antistante; il prospetto è a salienti, realizzato in blocchi di travertino, e si articola in due ordini: quello inferiore, ripartito da lesene corinzie in cinque campate, e con tre portali, è dovuto al Longhi; quello superiore, compiuto nel 1827 da Pasquale Belli nello stesso stile, è a tre campate e si raccorda all'attico del primo ordine, sul quale si trovano statue dei profeti Isaia, Zaccaria, Ezechiele e Geremia.
Il prospetto posteriore, rivolto verso il Foro Romano, è caratterizzato dall'abside semicircolare con due ordini di finestre, al centro della quale trova luogo l'edicola della Madonna delle Grazie, con immagine dipinta da Niccolò Berrettoni nel 1658. Al di sopra del timpano triangolare di coronamento dell'aula si elevano due campanili a vela, dei quali l'uno è a due fornici sovrapposti e l'altro presenta il quadrante di un orologio; in basso, in asse con quest'ultimi, due ingressi laterali, attualmente murati.

### Interno

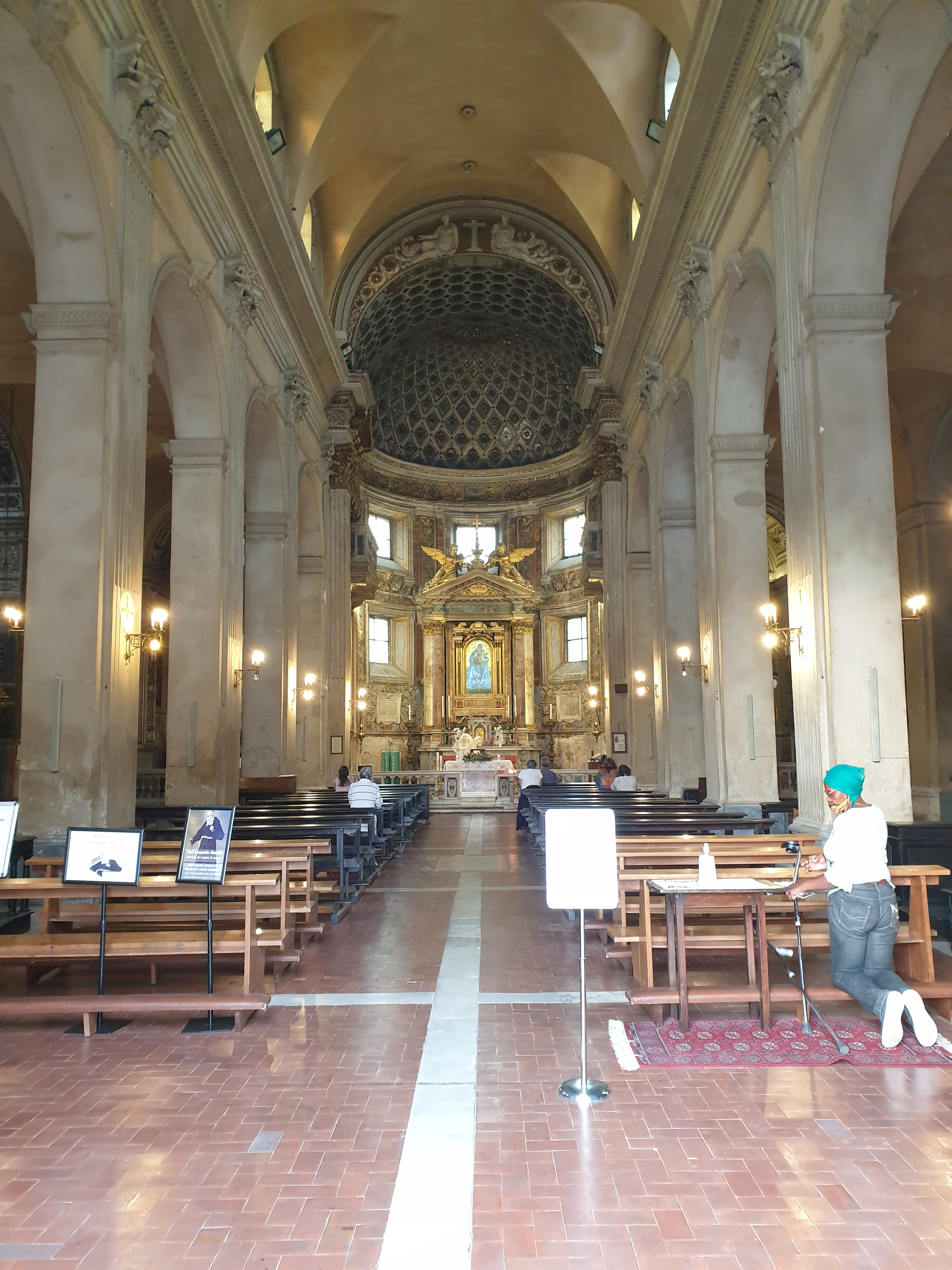
Interno

La chiesa presenta una struttura a tre navate coperte con volta a botte lunettata e separate da due serie di arcate a tutto sesto (cinque per lato) sorrette da pilastri ai quali, nella navata mediana, sono addossate alte lesene corinzie scanalate.
Lungo le navatelle si aprono numerose cappelle laterali: la prima di sinistra ospita sull'altare un rilievo marmoreo di Raffaello da Montelupo (1530) raffigurante lo Sposalizio mistico di santa Caterina; la seconda la tela di anonimo settecentesco delle Stimmate di san Francesco; la terza dipinti di Francesco Nappi (1575) raffiguranti l'Assunzione di Maria (sull'altare), la Natività di Gesù (parete destra), l'Adorazione dei Magi (parete sinistra) e Scene della vita della Madonna; la quarta l'affresco di Marzio Ganassini Storie di sant'Andrea (sulla volta) e la statua di Gesù Nazareno.
La quinta cappella è adornata da affreschi eseguiti da Antonio Circignani tra 1598 e 1600 con la Presentazione di Gesù al Tempio e le Nozze di Cana (a destra) e la Strage degli Innocenti e la Resurrezione di Lazzaro a destra, mentre la Madonna col Bambino e san Giovanni Battista sull'altare è di un pittore anonimo del XVII secolo.
La prima cappella di destra, della famiglia Mattei, venne affrescata da Taddeo Zuccari nel 1556 con la Crocifissione tra i due Profeti e Sibille (parete dell'altare), la Flagellazione (parete di destra), l'Ecce Homo (parete di sinistra), Scene della Passione ed Evangelisti (volta); la seconda accoglie una Madonna col Bambino, san Giuseppe, angeli e committente di Livio Agresti (1575); la terza i dipinti di Giovanni Baglione dell'Adorazione dei Magi (altare), Adorazione dei pastori (parete destra), Presentazione al Tempio (parete sinistra) e Storie della vita della Madonna (volta), ed è cinta da una cancellata in ferro battuto recante gli stemmi dell'Università degli Affidati; la quarta costituisce l'accesso alla sacrestia, nella quale vi sono un rilievo marmoreo di Luigi Capponi con la Crocifissione (1490 circa) e un affresco di Antoniazzo Romano raffigurante Cristo nel sepolcro. Due ulteriori cappelle si trovano ai lati dell'abside: in fondo alla navata di destra vi è la cappella della Madonna delle Grazie, dall'icona duecentesca posta sull'altare; quella di sinistra, invece, della Madonna del Portico, poiché vi è una copia dell'immagine venerata presso la chiesa di Santa Maria in Campitelli.
L'abside è introdotta da una campata rettangolare coperta con volta a botte, la quale è cassettonata come il catino; sulle due pareti laterali, al di sotto delle cantorie marmoree, si trovano le tele di Cristoforo Roncalli della Natività di Maria (a destra) e dell'Assunzione (a sinistra). Sulla cantoria di sinistra vi è l'organo a canne, costruito da Everardo Troncaro nel 1646 e ampliato nel XIX secolo, alloggiato entro la coeva cassa lignea dorata con mostra in tre campi le cui canne centrali sono a tortiglione; attualmente in stato di abbandono, dispone di 10 registri su unico manuale e pedale. Al centro dell'abside è l'altare maggiore barocco, disegnato da Giacomo Della Porta e completato da Martino Longhi il Vecchio, la cui ancona accoglie l'immagine della Madonna col Bambino voluta nel 1385 da Giordanello degli Alberini per consolare i condannati e profondamente ridipinta da Antoniazzo Romano tra il 1465 e il 1470.